# Rio Comarnic
O Rio Comarnic é um rio da Romênia, afluente do Caraş, localizado no distrito de Caraş-Severin.